# Gmina Knivsta
Gmina Knivsta (szw. Knivsta kommun) – gmina w Szwecji, w regionie Uppsala, z siedzibą w Knivsta.
Pod względem zaludnienia Knivsta jest 171. gminą w Szwecji. Zamieszkuje ją 13 059 osób, z czego 50,01% to kobiety (6531) i 49,99% to mężczyźni (6528). W gminie zameldowanych jest 534 cudzoziemców. Na każdy kilometr kwadratowy przypada 46,14 mieszkańca. Pod względem wielkości gmina zajmuje 231. miejsce.

## Miejscowości
Miejscowości (szw. tätort) w gminie Knivsta według liczby mieszkańców w 2010:
- Knivsta (7081 mieszkańców)
- Alsike (2681 mieszkańców)